# Calanthe fissa
Calanthe fissa är en orkidéart som beskrevs av Louis Otho Otto Williams. Calanthe fissa ingår i släktet Calanthe och familjen orkidéer. Inga underarter finns listade i Catalogue of Life.